# 수가타 미트라

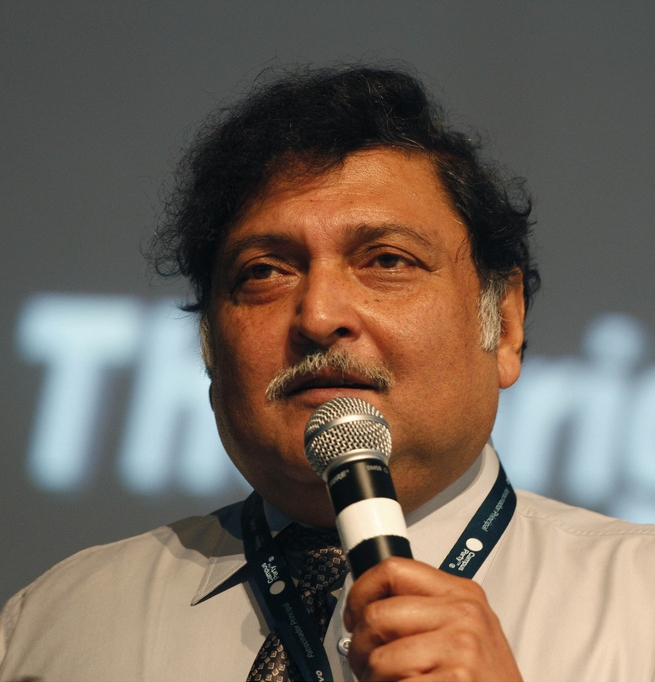
수가타 미트라, 2012년 7월

수가타 미트라(Sugata Mitra, 1952년 2월 12일 ~ )는 인도의 대학 교수, 과학자이다. 뉴캐슬 대학 교육 기술 교수 및 NIIT의 수석 과학자이다.

## 학력
- 1969년 ~ 1973년 인도 자바드푸르 대학교 (학사)
- 1973년 ~ 1975년 인도 공과대학교 델리(IIT) (석사)
- 1975년 ~ 1978년 인도 공과대학교 델리(IIT) 고체 물리학 (박사)

## 수상 및 발명 실적
- 인지 과학 및 교육 기술 분야에서 25개 이상의 발명품
- 2012 Leonardo European Corporate Learning Award
- 2005 Dewang Mehta Award for Innovation in Information Technology

## 업적
독자적으로 개발한 ‘벽 안에 구멍’ 실험을 통해 감독과 공식 교육이 없어도 아이들은 호기심만 잘 의지하면 스스로나 서로를 가르칠 수 있다는 것을 보여줬다. 자립된 학습 방식이 교육의 미래를 형성 할 것이라고 생각하여 TED상 수상 금으로 전세계적인 클라우드 리소스를 사용하여 어린이들이 스스로 학습하고 서로를 가르칠 수 있는 클라우드 학교를 만들어, 지금까지 16,000개 이상의 SOLE(자기 구성 학습 환경) 세션이 진행되었다.

## 논문
- 아연-염소 배터리에 관한 논문
- 왜 인간의 감각 기관이 그렇게 위치되어 있는지에 대한 투기 논문